# Совраги
Совраги (чечен. СоврагӀа) — село в Ножай-Юртовском районе Чеченской Республики. Входит в состав Аллеройского сельского поселения.

## География
Село расположено в междуречье рек Аксай (слева) и Ямансу (справа), в 4,5 км к юго-западу от районного центра — Ножай-Юрт и в 78 км к юго-востоку от города Грозный.
Ближайшие населённые пункты: на севере — село Бетти-Мохк, на северо-востоке — село Айти-Мохк, на юго-востоке — сёла Рогун-Кажа и Ишхой-Хутор, на юге — село Хочи-Ара, на юго-западе — село Саясан, на западе — село Аллерой и на северо-западе — сёла Девлатби-Хутор и Шовхал-Берды.

## Население
| 1990 | 2002 | 2010 |
| ---- | ---- | ---- |
| 113  | ↘79  | ↗105 |

## Улицы
Улицы села Совраги:
- А. А. Кадырова
- Горная
- Родниковая
- Спортивная
- Школьная
- Ю. А. Абдулшаидова